# Xã Holly, Michigan
Xã Holly (tiếng Anh: Holly Township) là một xã thuộc quận Oakland, tiểu bang Michigan, Hoa Kỳ. Năm 2010, dân số của xã này là 11.362 người.